# Raffaele Carlo Rossi
Raffaele Carlo Rossi O.C.D. (ur. 28 października 1876 w Pizie, zm. 17 września 1948 w Crespano del Grappa) – włoski duchowny katolicki, wysoki urzędnik Kurii Rzymskiej, kardynał.

## Życiorys
W roku 1887 wstąpił do zakonu karmelitów bosych (O.C.D.). Po ukończeniu kolegiów karmelickich w Rzymie przyjął święcenia kapłańskie 21 grudnia 1901. Wykładał następnie w latach 1902–1920 w domu zakonnym w Rzymie.
22 kwietnia 1920 otrzymał nominację na biskupa diecezji Volterra. Sakrę otrzymał w kościele S. Teresa al Corso d'Italia w Rzymie z rąk kardynała Gaetano de Lai. W 1923 roku rozpoczął pracę w Rzymskiej Kurii. Początkowo był asesorem w Kongregacji Konsystorialnej i sekretarzem Kolegium Kardynalskiego. W grudniu tego samego roku podniesiony do rangi arcybiskupiej ze stolicą tytularną Tessalonika. W marcu 1930 został Asystentem Tronu Papieskiego.
Na konsystorzu z czerwca 1930 otrzymał kapelusz kardynalski z tytułem prezbitera Santa Prassede, a parę dni później został sekretarzem Świętej Kongregacji Konsystorialnej. Choć tytularnie był tylko sekretarzem, to faktycznie zarządzał tą dykasterią, której zwyczajowo przewodniczący byli prefektami. Na tym urzędzie pozostał już do śmierci. Z powodu podupadającego zdrowia wyjechał do miasteczka Crespano del Grappa, gdzie został przyjęty przez ojców Scalabrini, z którymi był zaprzyjaźniony. Zmarł we wczesnych godzinach wieczornych. Rano został znaleziony martwy w swym łóżku. Przy ciele leżały trzy książki: Pismo Święte, O naśladowaniu Chrystusa i L'Arte di Ben Morire. Pochowany został w kościele, w którym był konsekrowany na biskupa.